# Justin Cooper
Justin Cooper (Los Angeles, 17 novembre 1988) è un attore statunitense.

## Biografia
Ha iniziato a recitare all'età di cinque anni, partecipando a spot televisivi e facendo le sue prime apparizioni come guest star in serie televisive quali Gli amici di papà.
Ha esordito al cinema nel 1997 interpretando Max Reede in Bugiardo bugiardo. È inoltre noto per aver interpretato Dennis nel film Dennis colpisce ancora.
I suoi hobby sono karate e i videogames. Si è ritirato dal cinema nel 2003.

## Filmografia

### Cinema
- Bugiardo bugiardo (Liar Liar) (1997)
- Dennis colpisce ancora (Dennis the Menace Strikes Again!) (1998)
- Le avventure di Ragtime (The Adventures of Ragtime) (1998)

### Televisione
- Gli amici di papà (Full House) - serie TV, 1 episodio (1993)
- The Boys Are Back - serie TV, 18 episodi (1994-1995)
- E.R. - Medici in prima linea (ER) - serie TV, episodio Ma è vita questa? (1995)
- General Hospital - serie TV, 1 episodio (1996)
- Crescere, che fatica! (Boy Meets World) - serie TV, episodio Uncle Daddy (1997)
- I magnifici sette (The Magnificent Seven) - serie TV, episodio Il piccolo testimone  (1998)
- Due papà da Oscar (Brother's Keeper) - serie TV (1998-1999)
- Il tocco di un angelo (Touched by an Angel) - serie TV, episodio Full Circle (1999)
- All About Us - serie TV, 3 episodi (2001)
- The Big House (2001) - Film TV
- Sacred Ground - serie TV, 2 episodi (2002)
- The Practice - serie TV, episodio Ultimo appello (2003)

## Doppiatori italiani
Nelle versioni in italiano dei suoi film, Justin Cooper è stato doppiato da: 
- Alessio Ward in Bugiardo bugiardo
- Lara Parmiani in Dennis colpisce ancora

## Premi
- Young Artist Awards nel film Bugiardo bugiardo (1997)